# Phygadeuon solidus
Phygadeuon solidus är en stekelart som beskrevs av William Lundbeck 1897. Phygadeuon solidus ingår i släktet Phygadeuon och familjen brokparasitsteklar. Inga underarter finns listade i Catalogue of Life.